# Эмульсия Пикеринга
Эму́льсия Пи́керинга — это особый тип эмульсии, стабилизированной твёрдыми частицами (например, коллоидным диоксидом кремния, микро- или наночастицами полимера и т. д.). Частицы, накапливающиеся на границе раздела двух несмешивающихся жидкостей, обычно обозначаемых как «масляная» и «водная» фазы, предотвращают коалесценцию эмульсии. Больше всего исследованы и гораздо чаще встречаются эмульсии Пикеринга прямого типа («масло в воде»), но также возможны эмульсии обратного типа («вода в масле») и более сложные (например, эмульсия воды в каплях масла, которые в свою очередь сами стабилизированы в водной фазе).

## История изучения
Эмульсиям данного типа дали название в честь Персиваля Спенсера Амфревилля Пикеринга, британского химика и специалиста в области растениеводства, подробно описавшего явление стабилизации эфирных масел частицами цветочной пыльцы в 1907 году, хотя сам эффект был впервые обнаружен несколько раньше — Уолтером Рамсденом в 1903 году. Поскольку обнаруженный эффект стабилизации не был столь значительным по сравнению с действием низкомолекулярных ПАВ, исследование поведения данных эмульсий широко не изучалось. Кроме того, долгое время не существовало общепринятой модели механизма стабилизации данных систем, которые могли бы относительно точно описывать и предсказать поведение эмульсий в заданных условиях. В дальнейшем было предложено несколько теорий, объясняющих механизм стабилизации в эмульсиях Пикеринга, и общепринятая теория основана на модели образования стерического барьера между твёрдыми частицами, адсорбирующихся на границе раздела фаз.
Эмульсии Пикеринга стали активно исследовать только с начала XXI века в связи с растущими ограничениями на использование классических ПАВ и их растущей стоимостью в сочетании с неубывающим спросом на стабилизаторы эмульсий. Синтетические наночастицы в качестве стабилизаторов эмульсии Пикеринга с чётко заданными размерами и составом представляют большой интерес в этой области, как и получение стабилизирующих частиц из биополимеров (таких как целлюлоза, хитин, крахмал и многие другие). Считается, что они обладают такими преимуществами, как экономичность и способность к биодеструкции в естественной среде, и производятся из возобновляемых ресурсов.

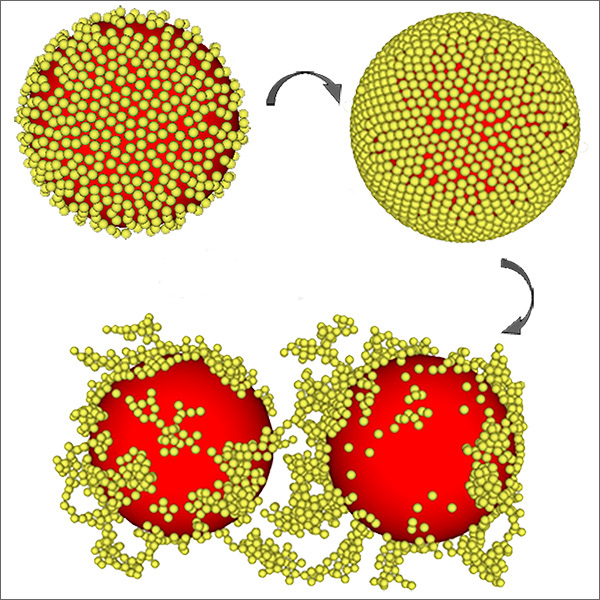
Твёрдые частицы сначала сорбируются на границе раздела фаз, затем формируют плотную структуру, которая в дальнейшем может частично разупорядочиваться в объёмные агрегаты; электростатическое отталкивание между твёрдыми частицами сильно затрудняет коалесценцию стабилизируемых капель

## Свойства
К основным отличительным свойствам эмульсий Пикеринга, по сравнению с обычными эмульсиями, стабилизированными ПАВ, следует отнести более высокую стабильность по отношению к коалесценции и изотермической перегонке, что позволяет стабилизировать системы с высокой концентрацией эмульгируемого компонента, а также в ряде случаев даёт уникальную возможность сохранять или полностью восстанавливать структуру эмульсий даже после полного удаления дисперсионной среды.
Такие свойства частиц, как гидрофобность, форма и размер, а также концентрация фонового электролита в дисперсионной среде и объёмное соотношение фаз могут влиять на стабильность эмульсии. Краевой угол смачивания частицы с поверхностью капли является важнейшей её характеристикой. Если контактный угол частицы с границей раздела мал, то частица будет в основном смачиваться каплей и, следовательно, вряд ли предотвратит слияние капель. Частицы, которые являются частично гидрофобными, являются лучшими стабилизаторами, поскольку они частично смачиваются обеими жидкостями и, следовательно, лучше связываются с поверхностью капель. Оптимальный краевой угол для стабильной эмульсии достигается, когда частица одинаково смачивается двумя фазами (то есть краевой угол смачивания равен 90°). Энергия стабилизации определяется выражением:
{\displaystyle \Delta E=\pi r^{2}\gamma (1-\mid \cos \theta \mid )^{2}}
где r — радиус частицы, γ — межфазное натяжение, θ — краевой угол смачивания частицы с границей раздела фаз.
Когда контактный угол составляет приблизительно 90°, энергия, необходимая для стабилизации системы, минимальна. Как правило, фаза, которая лучше смачивает частицу, станет дисперсионной средой в системе. Наиболее распространённым типом эмульсий Пикеринга являются эмульсии прямого типа («масло в воде») из-за гидрофильности большинства органических частиц.

## Получение
Методы получения эмульсий Пикеринга практически идентичны таковым для классических эмульсий. Самые распространённые способы:

### Роторно-статорный способ
Роторно-статорный механизм состоит из инструмента с лопастями (ротор), вращающийся вокруг собственной оси с высокой скоростью внутри стационарной внешней оболочки (статор), который гомогенизирует смесь посредством механического разрыва и с помощью сил сдвига. Работа этого смесителя совершается вращательным движением лопастей, в результате чего жидкий образец подтягивается к одному концу смеси и выбрасывается с высокой скоростью через отверстия статора. Дифференциальная скорость обеспечивает высокий уровень гидравлическому «разрезанию» и способствует быстрой гомогенизации и образованию мелких капель в эмульсиях Пикеринга.

### Эмульгирование под высоким давлением
Метод эмульгирования под высоким давлением представляет собой непрерывный процесс, при котором предварительно полученная «грубая» эмульсия подаётся на клапан высокого давления с большой скоростью потока, что заставляет одну из жидкостей разбиваться на более мелкие капли и равномерно распределяться в дисперсионной среде. В гомогенизаторах высокого давления размер капель эмульсии можно контролировать в процессе эмульгирования как по величине давления, так и по количеству циклов гомогенизации. Условия гомогенизации также играют важную роль. В частности, важными факторами являются тип используемого гомогенизатора, интенсивность создаваемых разрушающих сил и продолжительность гомогенизации.

### Ультразвуковое диспергирование
В этом способе используется явление кавитации, которое вызывает разбиение крупных капель на более мелкие из-за быстрого «схлопывания» разряженных пузырьков. В данном случае звуковые волны воздействуют только на небольшую область жидкости вблизи головки излучателя, а капли, присутствующие в обрабатываемой смеси, не обязательно получают одинаковое количество энергии. Поэтому до определённого момента необходимо механическое перемешивание смеси одновременно с ультразвуковой обработкой. Кавитация и напряжение сдвига, вызванные ультразвуком, могут способствовать адсорбции стабилизатора на границе раздела фаз жидкостей и, как следствие, размер капель эмульсии будет меньше, а стабильность будет выше.

## Применение

### Пищевая промышленность
Если рассматривать эмульсии, повсеместно используемые в кулинарии, то в большинстве случаев они попадают под определение эмульсии Пикеринга. Так, в молоке капли молочного жира стабилизированы казеином; растительное масло в майонезе обычно стабилизировано яичными белками; капли масла в тесте из зерновой муки стабилизированы частицами крахмала. Во всех случаях стабилизатор можно рассматривать как твёрдые частицы, стабилизирующие капли масла в водной среде.
Однако ввиду того, что природные биополимеры в исходном виде отличаются плохой воспроизводимостью свойств, часто нестабильны и не обладают высокой эффективностью, их нельзя в полной мере считать полноценными эмульгаторами и стабилизаторами. Использование же модифицированных безопасных биополимеров с заданными характеристиками позволяет решить эту проблему. Эмульсии Пикеринга с такими стабилизаторами уже используются в пищевой промышленности.

### Медицина
Хотя эмульсии, стабилизированные низкомолекулярными ПАВ успешно и широко используются в некоторых областях медицины, тем не менее они могут вызывать побочные эффекты, такие как раздражение и гемолиз. Применение эмульсий Пикеринга в медицине представляется очень перспективным благодаря быстрому развитию методов синтеза частиц и открытию новых коллоидных систем с регулируемыми поверхностными свойствами. Также этому способствует хорошая стабильность получаемых систем, и, что наиболее важно, их биосовместимость.